# William Edward Parry
William Edward Parry (Bath, condado de Somerset, 19 de diciembre de 1790 - Bad Ems, Alemania, 9 de julio de 1855) fue un contraalmirante inglés y explorador del Ártico.

## Biografía
Nació en Bath, condado de Somerset, en 1790, cuarto hijo del eminente doctor Caleb Hillier Parry y de Sarah Rigby. Se educó en el King Edward's School de esa localidad. Con 13 años se enroló como voluntario de primera clase en el buque insignia del Almirante Cornwallis en la flota del Canal; en 1806 se convirtió en aspirante a oficial y, en 1810, fue ascendido a teniente en la fragata Alexander, que pasaría los tres siguientes años protegiendo la pesca de ballenas en el archipiélago de las Svalbard. Aprovechó la oportunidad para estudiar y practicar la observación astronómica en las latitudes boreales, y posteriormente publicó los resultados de sus estudios en un pequeño volumen titulado Nautical Astronomy by Night (1816). Entre 1813 y 1817 sirvió en la base norteamericana.

### Primer viaje al ártico (1818)
En abril de 1818 acompañó al entonces capitán John Ross, al mando del HMS Isabelle, en su primera expedición al ártico, recibiendo el mando del velero de dos mástiles HMS Alexander, de 252 ton. y 37 hombres. La expedición penetró en la bahía de Baffin y procedió al reconocimiento completo de sus costas. En agosto llegaron a Lancaster Sound y siguieron al norte, delimitando la bahía Melville, en la parte más septentrional, hasta ese momento desconocida por el Almirantazgo. Llegaron hasta el Smith Sound (la boca del estrecho de Nares), pero no siguieron más allá, al confundir Ross un espejismo o una cadena de icebergs con unas montañas en el extremo del estrecho, llegando incluso a bautizarlas como «Crocker Hills». Ross decidió, a una latitud de 76°46′ N volver a Inglaterra a pesar de las protestas de varios de sus oficiales, entre ellos Edward Sabine y Parry (que declaró «que los intentos del descubrimiento Polar habían sido abandonados justo en el momento en que había más posibilidades de éxito»).
El relato de este viaje, publicado un año más tarde, sacó a la luz estas discrepancias y dio pie a una controversia acerca de la existencia o no de las «Crocker Hills», que arruinó la reputación de Ross.

### Primera expedición ártica (1819-1820)

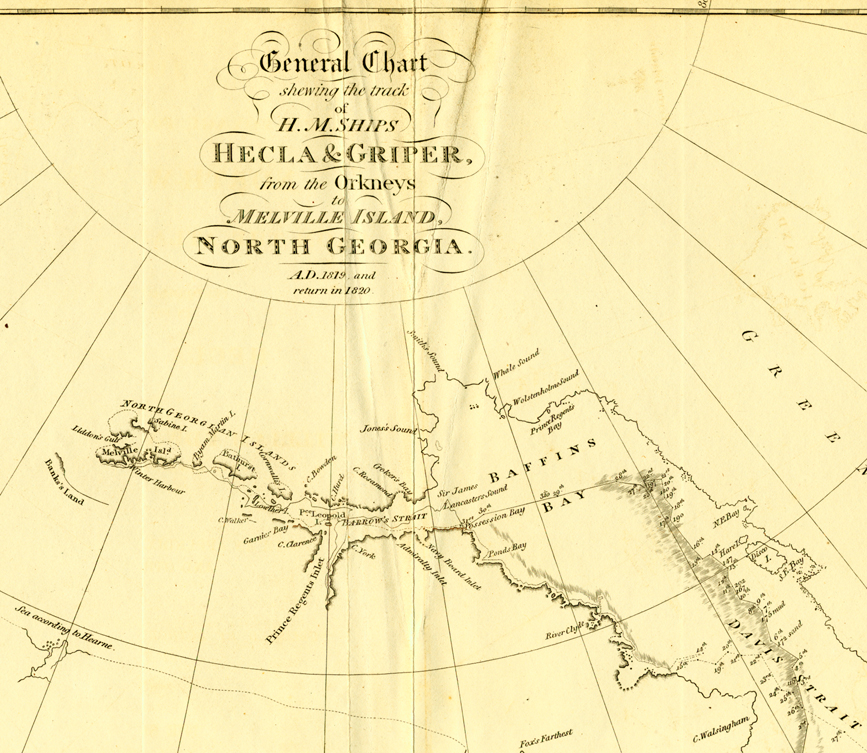
Carta del viaje del HMS Hecla & Griper.

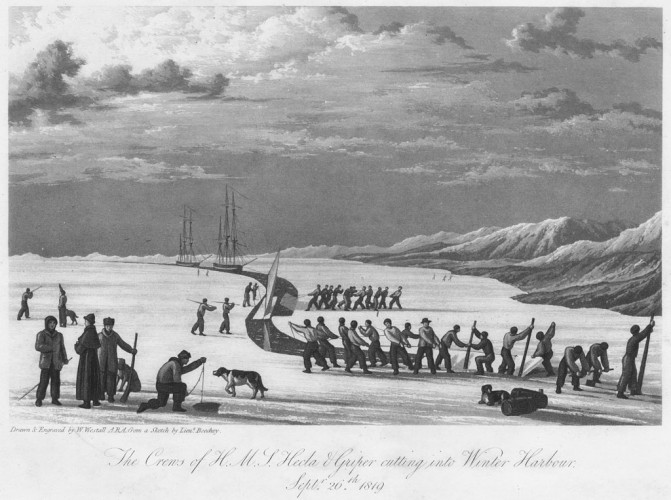
The Crews of H.M.S. Hecla & Griper Cutting Into Winter Harbour, Sept. 26th, 1819 (Las tripulaciones de H.M.S. Hecla & Griper cortando en Puerto Invierno, 26 de septiembre de 1819. Apunte de Frederick William Beechey).

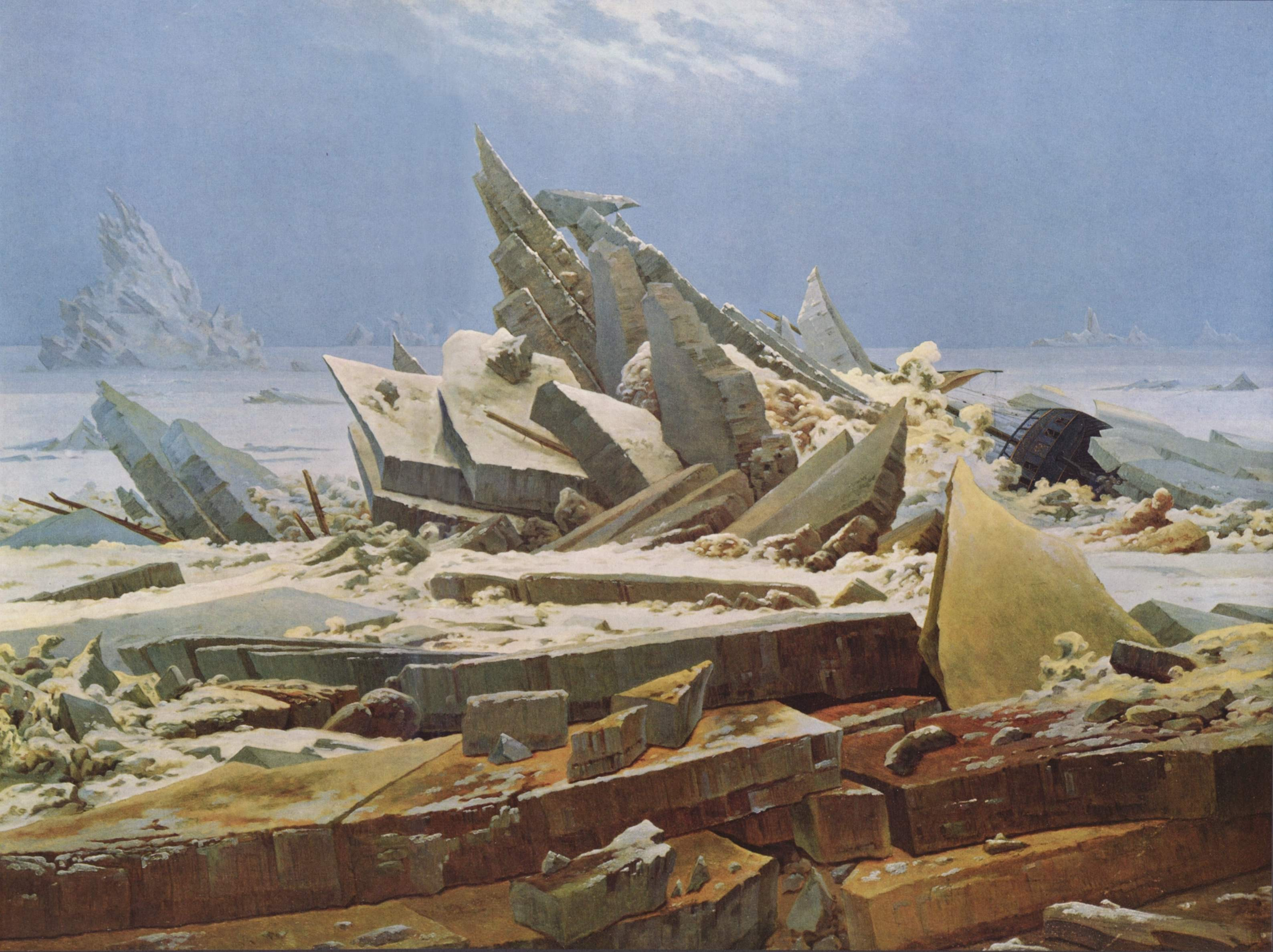
El Mar de Hielo («Das Eismeer») de Caspar David Friedrich, 1823-24, fue inspirada por las notas de la expedición de Parry de 1819-1820. La dura naturaleza y la composición radical, sin embargo, provocaron que la obra siguiera sin vender a la muerte del artista en 1840.

John Barrow, entonces secretario del Almirantazgo británico planeó dos expediciones más al Ártico para el año siguiente. Una expedición marítima al mando de William Edward Parry seguiría el trabajo de Ross, buscando una entrada al Paso del Noroeste desde el Lancaster Sound. Simultáneamente, otro grupo viajaría por tierra hasta la costa canadiense a través del río Coppermine y trazaría un mapa de la mayor parte de la costa posible, y tal vez incluso se encontraría con los barcos de Parry. John Franklin (1786-1847), un teniente que había comandado uno de los barcos de David Buchan el año anterior, fue elegido para dirigir el grupo por tierra, la conocida como Expedición Coppermine (1819-1822), que apenas consiguió explorar 800 km de costa y en la que fallecieron 11 de sus 20 integrantes y que nunca contactó con el grupo de Parry.
Parry iba al mando de  dos barcos, el HMS Hecla, una bombarda de 375 ton., a su mando y con Frederick William Beechey como segundo y dibujante, y el HMS Griper, un bergantín de 180 ton., al mando del teniente Liddon, con la orden expresa del Almirantazgo de explorar el Lancaster Sound para determinar si estaba o no cerrado por montañas. Partieron de Inglaterra el 4 de mayo de 1819 y el 4 de agosto llegaron al estrecho de Lancaster, que libre de hielo y sin montañas que lo cerraran, les permitió avanzar hasta los 74°16′ N. En ese momento tuvieron un problema de navegación no conocido hasta entonces, motivado por la proximidad del polo norte magnético que hacía imposible el uso de la brújula. Debieron orientarse mediante navegación celeste, y, en los días en que el cielo no estaba despejado, solamente auxiliados por la dirección de los cambiantes vientos. Siguieron internándose en aguas del Lancaster Sound, dejando al norte la isla Devon y al sur la isla de Baffin, hasta llegar al estrecho del Príncipe Regente, al que dieron nombre. Se internaron en el estrecho pero el hielo les obligó a dar la vuelta, de regreso al Lancaster Sound, prosiguiendo de nuevo su viaje al oeste, teniendo la costa meridional de Isla Devon siempre al norte, y adentrándose en el estrecho de Barrow. Siguieron navegando bordeando las costas meridionales de isla Cornwallis (a la que bautizó en honor al almirante de la Royal Navy William Cornwallis) isla Bathurst (bautizada en honor del Conde Henry Bathurst, Secretario de Estado británico para la guerra y las colonias) e isla Melville, hasta alcanzar el meridiano 110° W, en que la tripulación ganó la prima de 5000 libras que otorgaba el Almirantazgo a quien la sobrepasara, tras haber recorrido en un solo mes la increíble distancia de 800 km por tierras desconocidas. Siguieron hacia el oeste, libre de iceberg y con floes relativamente delgados, hasta que al avistar al sur las costas meridionales de isla de Banks, los floes del mar de Beaufort acumulados en el estrecho entre las islas de Banks y Melville hicieron imposible el avance. Recorrieron un total de unos 1100 km avanzando siempre al oeste, en lo que es el principal tramo del que será conocido como Paso del Noroeste.
Invernaron en Port-Winter, en la primera invernada realizada con éxito en el alto Ártico, y Parry mantuvo a ambas tripulaciones muy ocupadas, para no quedar abatidos con la larga noche invernal, con el mantenimiento de los barcos, el desarrollo de técnicas de supervivencia, la toma observaciones meteorológicas y magnéticos y las actividades de ocio. Beechey se ocupó de producir varias obras de teatro, siendo presentada la primera el 5 de noviembre, con el título de «Miss in her teens», y el capitán Sabine, a bordo del Hecla, de editar un periódico semanal, el North Georgia Gazette, and Winter Chronicle, en el que colaboraban muchos de los tripulantes.
En mayo siguiente comenzó a derretirse el hielo reapareciendo la vegetación. Ese junio recorrieron a pie isla Melville y llegaron hasta su costa septentrional, descubriendo el golfo Liddon, que fue nombrada así en honor a su 2.º oficial. El 1.º de agosto los barcos se liberaron y reemprendieron la ruta hacia el oeste, no logrando llegar más allá de 113°48′22″ O, frente al extremo meridional de isla Melville. Descubrieron la isla de Banks al sur, donde avistaron los cabos de Dundas y Beechey, al oeste, pero no lograron atravesar el impenetrable hielo. Parry decidió regresar, convencido de que el paso no se encontraba por esa ruta y que debía de encontrarse al sur de la isla de Baffin. A la vuelta, navegaron a lo largo de la ribera meridional del estrecho de Barrow y el Lancaster Sound, cartografiando la costa norte de la isla de Somerset.
La expedición regresó a Inglaterra, llegando a Peterhead, Escocia, el 30 de octubre de 1820, tras un viaje de un éxito casi sin precedentes en el que se completó más de la mitad del trayecto entre Groenlandia y el estrecho de Bering. En Inglaterra fue honrado públicamente por muchas instituciones, y en febrero de 1821 fue elegido por unanimidad miembro de la Royal Society. La narración de este viaje fue publicada en 1821 con el título Journal of a Voyage to discover a North-west Passage e incluía 26 de los bocetos tomados por Beechey. Expediciones posteriores lograron culminar el recorrido estableciendo así el Paso del Noroeste.

### Segunda expedición ártica (1821-1823)
A su regreso, el teniente Parry fue ascendido a comandante. El 29 de abril de 1821, en Deptford, se hizo a la mar al mando de una segunda expedición del Almirantazgo con el objetivo de encontrar el ansiado Paso del Noroeste, de nuevo con el HMS Fury y el HMS Hecla, especialmente equipados y reforzados. Tenía instrucciones de encaminarse hacia el oeste a través del estrecho de Hudson, entre la isla de Baffin y la península de Ungava. Llegó al estrecho a finales de junio y continuó hacia el oeste, al norte de la isla Southampton hasta la bahía Repulse, que fue descubierta al encontrar cerrado el progreso hacia el oeste. Parry, después siguió la costa de la península de Melville hacia el norte, reconociendo las diferentes bahías y ensenadas que pudieran esconder el posible paso hacia el oeste. Exploró y cartografió el extremo sur de la península y luego continuó al Lyon Inlet (que fue nombrado en honor de su segundo oficial, el comandante George Francis Lyon). El invierno se les echaba encima y el 8 de octubre decidieron levantar sus cuarteles de invierno en la costa sur de la isla Winter (isla invierno).
Continuó con su política de entretenimiento de la tripulación, realizando observaciones científicas y manteniendo el Teatro Real Ártico, que bien equipado con luces y vestuario, presentó un programa cada quincena. También estableció una escuela en la que enseñaba a leer y a escribir a los miembros de la tripulación. Se habían mejorado el sistema de calefacción para evitar la acumulación de humedad en las cabinas y las tradicionales literas habían sido sustituidas por hamacas para permitir una mayor circulación del aire. En esa invernada recibieron a un grupo de esquimales que se había establecido a unas dos millas y mantuvieron una estrecha comunicación con la expedición. Los inuit contaron a Parry que existía un estrecho al norte de la isla Winter que permitía llegar a aguas abiertas en el oeste, y su esperanza de encontrar el Paso del Noroeste creció.
Tras nueve largos meses, el 2 de julio de 1822 ambos barcos quedaron libres. Siguiendo los consejos de los inuits, Parry se dirigió a la entrada del estrecho (ahora estrecho del Fury y del Hecla), que encontró cerrado por el hielo. Hicieron reconocimientos a pie aunque no lograron encontrar mar abierto. De nuevo el invierno se les echó encima y decidieron pasar su segunda invernada en la isla Igloolik, en el Hooper Inlet, cerca de la boca del estrecho, de nuevo acompañados por los inuit que también utilizaban la isla como asentamiento de invierno. Parry, sin embargo, estaba convencido ese invierno de que no podrían alcanzar ya el estrecho de Bering, ya que las provisiones se les estaban acabando. El 9 de agosto de 1823 los buques volvieron a quedar libres y Parry hizo un último intento de explorar el estrecho del Fury y el Hecla, pero nuevamente encontró una sólida barrera de hielo. Decidió regresar a Inglaterra y la expedición llegó al Támesis, a finales de octubre.
No logró encontrar el pasaje hacia el Pacífico, pero había cartografiado y explorado un área considerable del Ártico, hasta ese momento desconocida, que se extendía desde la isla de Southampton, al norte, hasta la isla de Baffin. También el contacto casi continuo con los inuit de la península de Melville le permitió conocer muchas cosas nuevas sobre su modo de vida, cultura e idioma, observaciones que incluyó en la versión publicada en 1824 de su diario del viaje (Journal of a Second Voyage, &c.).
Durante su ausencia, el 8 de noviembre de 1821 había sido promovido a capitán, y, poco después de su regreso, el 1 de diciembre de 1823, aceptó el cargo de director del Servicio Hidrográfico del Almirantazgo, en el entendimiento de que mandaría otra expedición al Ártico.

### Tercera expedición ártica (1824-1825)
Con las mismas naves, Parry dejó Deptford el 8 de mayo en 1824, al mando de una tercera expedición con el mismo objetivo que las anteriores, debiendo de buscar el paso esta vez a través del Lancaster Sound y luego descendiendo por el estrecho del Príncipe Regente, y luego, si era posible, a lo largo de la costa septentrional de América del Norte. Esta sería la expedición menos afortunada de Parry, ya que encontró mucho hielo en la bahía de Baffin, lo que retrasó su entrada en el Lancaster Sound hasta el 10 de septiembre, muy cerca del final de la temporada de navegación. Lograron llegar a Puerto Bowen, en la costa este del estrecho del Príncipe Regente, y el 1 de octubre fijaron allí sus cuarteles de invierno. En el mes de julio del año siguiente se libraron del hielo y Parry cruzó al otro lado del estrecho con la esperanza de encontrar una apertura hacia el oeste. En la lucha contra el hielo el HMS Fury encalló y quedó gravemente dañado. Sin garantías de seguridad para hacer las reparaciones necesarias, Parry, a regañadientes, decidió abandonar el buque y llevar de regreso de inmediato a Inglaterra ambas tripulaciones a bordo del HMS Hecla, donde arribó en octubre de 1825. Aunque apenas contribuyó a la exploración del Ártico, la expedición recogió información valiosa sobre la posición del polo magnético, la vida silvestre del Ártico y otras cuestiones científicas. El relato de este viaje fue publicado en 1826.
En este viaje Parry fue también un pionero en el uso de técnicas de enlatado a fin de conservar los alimentos, aunque no eran infalibles: en 1939 se encontraron esporas viables de ciertas bacterias resistentes al calor en latas de ternera asada en conserva que habían viajado con Parry al círculo polar ártico en 1824.
El 23 de octubre de 1826 Parry se casó con Louisa Stanley, hija de John Stanley, 1.er Barón Stanley de Alderley y lady Maria Josepha Holroyde.

### La expedición al Polo Norte
Al año siguiente el Almirantazgo autorizó la expedición de Parry que tenía como meta alcanzar el Polo Norte desde la costa norte de Spitsbergen, en las islas Svalbard. No tuvo éxito, pero los 82°45′ de latitud Norte que alcanzó en 1827 no fueron superados hasta 49 años más tarde. Las anotaciones del diario de su viaje fueron publicadas bajo el título Narrative of the Attempt to reach the North Pole, &c. (1827) [Narrativa de un intento de alcanzar el Polo Norte]. En abril de 1829 fue nombrado caballero.

### Resto de carrera
Entre 1829 y 1834, Parry sirvió como comisario de la Compañía Agrícola de Australia (Australian Agricultural Company) con sede en Tahlee, en la costa norte de Port Stephens, en el valle de Manning, en Nueva Gales del Sur, Australia.
Parry fue posteriormente seleccionado para el puesto de supervisor del recientemente creado departamento de máquinas de vapor de la Marina Real Británica, cargo que ocupó hasta su retiro del servicio activo en 1846, cuando fue nombrado capitán-superintendente del Haslar Hospital. Reorganizó el servicio de paquetes (correo de ultramar), que había sido transferido desde la Oficina de Correos al Almirantazgo en enero de 1837. Las compañías navieras fueron contratadas para llevar el correo, en lugar de los buques de guerra, en un horario regular.
Alcanzó el rango de contraalmirante en 1852, y al año siguiente se convirtió en gobernador del Greenwich Hospital, cargo que ocupó hasta su muerte.
La personalidad de Sir Edward Parry tuvo una fuerte componente religiosa, con una fe inquebrantable en Jesucristo. Además de los diarios de sus viajes también escribió Lecture to Seamen, and Thoughts on the Parental Character of God [Lectura a la gente de mar, y reflexiones sobre el carácter patriarcal de Dios].
Su hijo, el reverendo Edward Parry, publicó en 1857 la biografía Memoirs of Rear-Admiral Sir W. E. Parry, by his son, Rev. Edward Parry (3rd edition, 1857).
A sir William Edward Parry se le atribuye el uso definitivo del nombre de Isla de Baffin a la que es la  5.ª mayor isla del mundo, y la mayor de las Islas que componen el ártico canadiense, como isla de Baffin.

## Reconocimientos
- El cráter lunar Parry fue bautizado en su honor.[6] También un condado en Nueva Gales del Sur (Parry County), un sound en Canadá, en Ontario (Parry Sound) y el fenómeno óptico del arco de Parry (Parry arc), documentado por él durante la expedición de 1819-1821.